# Frickingen
Frickingen är en kommun (tyska Gemeinde) i Bodenseekreis i förbundslandet Baden-Württemberg i Tyskland. Kommunen består av ortsdelarna (tyska Ortsteile) Frickingen, Altheim och Leustetten.
Kommunen ingår i kommunalförbundet Salem tillsammans med kommunerna Heiligenberg och Salem.